# Hispa atra
Hispa atra је инсект из реда тврдокрилаца и породице Chrysomelidae.

## Распрострањење
Ова врста насељава Европу и Азију. Распрострањен у европској Русији, Сибиру, Авганистану, Киргизији, Казахстану, Монголији, Кини, Ирану и Турској. Пошто је подфамилија Hispinae је широко распрострањена у тропским и суптропским регионима, у Европи има мали број врста. У Србији је врста Hispa atra присутна, и нема сличних. Насељава различите типове травнатих станишта.

## Опис
Ово је мала црна, "бодљикава" буба листара има дужину од 3-4 мм са наранџасто-браон врховима антена. Антене носе велику бодљу на првом сегменту, а пронотум носи две двоструке бодље на предњој ивици. Ларва је зеленкаста и храни се као минер различитих трава (Poaceae).

## Синоними
- Hispella atra Linnaeus, 1767